# Света Троица (Добри лаки)
Вижте пояснителната страница за други значения на Света Троица.
„Света Троица“ е църква в светиврачкото село Добри лаки, България, част от Неврокопската епархия на Българската православна църква. Обявена е за паметник на културата.

## История
Строежът на храма започва в 1904 година в центъра на селото от беровски майстори. Завършен е едва след войните 1912 – 1913 година и освобождението на селото от османска власт.

## Архитектура
В архитектурно отношение църквата е трикорабна базилика с размери 18 m дължина, 10 m ширина и 9 m височина, с голям трем. Има отделна 8-метрова камбанария, като 150-килограмовата камбана е отлята на място. Зидарията на храма е от камъни и кал, а стените са измазани с хоросан. Входовете са два. В интериора таванът е дъсчен, а настилката е от дялани камъни. Иконите са рисувани в 1913 – 1914 година от беровския майстор Гаврил Атанасов.